# Registered Jack

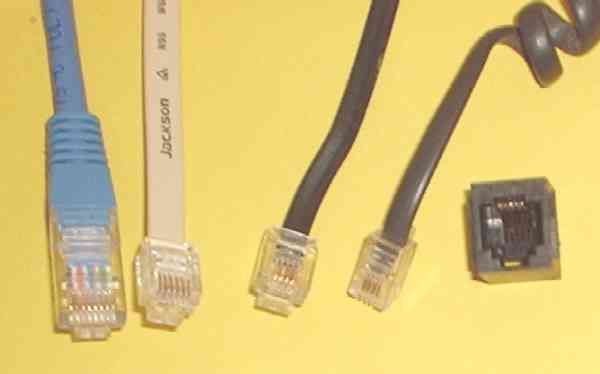
Зліва направо, модульні роз'єми:
- 8P8C вилка (використовується для RJ-45, RJ49, RJ61 і ін)
- 6P6C вилка для RJ25
- 6P4C вилка для RJ14 (також часто використовується замість 6P2C для RJ11)
- вилка 4P4C телефона (також неправильно звана "RJ9", "RJ10", або "RJ22")
RJ11, RJ14 і RJ25 може бути підключений до тієї ж шестиконтактної 6P6C розетки, на фото.

RJ-з'єднувач (RJ, читається «ар-джей», англ. Registered Jack) - це стандартизований фізичний інтерфейс, використовуваний для з'єднання телекомунікаційного устаткування. Стандартні варіанти цього роз'єму називаються RJ11, RJ14, RJ25, RJ45 і так далі.
Роз'єми RJ належать до сімейства телефонних роз'ємів (англ. Modular connector), за винятком RJ21. Наприклад, RJ11 використовує модульні вилку і розетку типу «6 позицій - 2 провідника» (6P2C, англ. six-position two-conductor).

## Плутанина в назвах
З цими стандартами пов'язана велика плутанина. Шестимісний роз'єм, часто вживаний в телефонії, може бути використаний як RJ11, RJ14 або навіть RJ25, які по суті є назвами стандартів, що використовують цей фізичний роз'єм. RJ11 передбачає двожильне з'єднання, в той час як RJ14 — чотирижильне, а RJ25 використовує всі шість жил.
Термін «RJ45» помилково вживається для іменування роз'єму 8P8C, використовуваного в комп'ютерних мережах. Насправді роз'єми RJ-45 і 8P8C не повністю сумісні один з одним, через ключ в роз'ємі RJ45. Роз'єми 8P8C можуть підключатися до розеток RJ45, але обернена операція неможлива. Проте через те, що роз'єми зовні дуже схожі, група людей, які перейшли від телефонної мережі до комп'ютерної, почали помилково називати без-ключові 8P8C роз'ємами «RJ45s», і така термінологія швидко прижилася.